# Elecciones legislativas de San Pedro y Miquelón de 2012
Elecciones legislativas para el Consejo Territorial tuvieron lugar en San Pedro y Miquelón en marzo de 2012.

## Resultados
|                                                                   | Votos | %      | Escaños |
| ----------------------------------------------------------------- | ----- | ------ | ------- |
| Archipiélago Mañana/UMP (Archipel demain Stéphane Artano)         | 1 937 | 52,55  | 14      |
| Juntos por el futuro/PRG (Ensemble pour l'avenir Annick Girardin) | 1 749 | 47,45  | 5       |
| Total (participación de 78,70%)                                   | 3 686 | 100,00 | 19      |
| Fuente: saintpierreetmiquelon.net                                 |       |        |         |